# Salvatore Tolu
Salvatore Tolu (Cargeghe, 24 maggio 1848 – Sassari, 30 gennaio 1914) è stato un arcivescovo cattolico italiano, metropolita di Oristano dal 1899 alla sua morte.

## Biografia

### Formazione e ministero sacerdotale
Figlio di Nicolò, agricoltore di Cargeghe, e Francesca Demartis, è stato ordinato presbitero il 30 maggio 1874.
Ha conseguito la laurea dottorale in sacra teologia presso l'Università degli Studi di Sassari.
È stato segretario dell'arcivescovo turritano Diego Marongiu e docente di diritto all'Università di Sassari.

### Ministero episcopale
Il 19 giugno 1899 papa Leone XIII lo ha nominato arcivescovo metropolita di Oristano; è stato consacrato a Roma il successivo 21 dicembre dal cardinale Lucido Maria Parocchi, già cardinale vicario e segretario della Congregazione della Romana e Universale Inquisizione, coconsacranti Giustino Adami ed Enrico Grazioli, arcivescovi titolari rispettivamente di Cesarea di Cappadocia e di Nicopoli di Epiro. Ha preso possesso canonico della diocesi il 21 gennaio 1900.
È morto a Sassari il 30 gennaio 1914 dove si era trasferito qualche tempo prima per motivi di salute, lasciando la diocesi all'amministratore apostolico Ernesto Maria Piovella che poi gli succederà.

## Genealogia episcopale e successione apostolica
La genealogia episcopale è:
- Cardinale Scipione Rebiba
- Cardinale Giulio Antonio Santori
- Cardinale Girolamo Bernerio, O.P.
- Arcivescovo Galeazzo Sanvitale
- Cardinale Ludovico Ludovisi
- Cardinale Luigi Caetani
- Cardinale Ulderico Carpegna
- Cardinale Paluzzo Paluzzi Altieri degli Albertoni
- Papa Benedetto XIII
- Papa Benedetto XIV
- Papa Clemente XIII
- Cardinale Marcantonio Colonna
- Cardinale Giacinto Sigismondo Gerdil
- Cardinale Giulio Maria della Somaglia
- Cardinale Carlo Odescalchi, S.I.
- Cardinale Costantino Patrizi Naro
- Cardinale Lucido Maria Parocchi
- Arcivescovo Salvatore Tolu

La successione apostolica è:
- Vescovo Giuliano Cabras (1901)